# ألم العضلات الحاد
ألم العضلات الحاد هو الألم الذي تشعر به العضلات أثناء وبعد 24 ساعة بعد ممارسة التمارين الرياضية الشاقة. يظهر الألم في غضون دقيقة من تقلص العضلات ويختفي في غضون دقيقتين أو ثلاث دقائق أو حتى عدة ساعات بعد استرخاءها.
تم اقتراح الأسباب التالية لوجع العضلات الحاد :
- تراكم المنتجات الكيميائية النهائية للتمرين في خلايا العضلات مثل حمض اللاكتيك و (H +).
- إرهاق العضلات (تتعب العضلات ولا يمكنها الانقباض بعد الآن) ولا توجد علاجات فعالة حديثة لألم العضلات الحاد.

## الأسباب
يمكن أن ينشأ وجع العضلات من الضغط على الساركوميرات، وهي الوحدة الوظيفية للعضلة. بسبب آلية تنشيط الوحدة بواسطة الأعصاب، التي تراكم الكالسيوم الذي يزيد من تدهور الساركوميرات. يبدأ هذا التحلل في الاستجابة الالتهابية للجسم ، ويجب أن تدعمه الأنسجة الضامة المحيطة. تحفز الخلايا الالتهابية والسيتوكينات مستقبلات الألم التي تسبب الألم الحاد المرتبط بألم العضلات الحاد. يؤدي إصلاح الورم العضلي والأنسجة الضامة المحيطة إلى تأخر وجع العضلات، الذي يصل بين 24 و 72 ساعة بعد التمرين.

## الجفاف
تنص نظرية الجفاف على أن حجرة السوائل خارج الخلية تتقلص بسبب التعرق المفرط، مما يتسبب في انخفاض الحجم إلى النقطة حتى تنقبض العضلات حتى يمكن للسوائل أن تعيد سكن الفراغ. يمكن أن يتسبب التعرق المفرط أيضًا في نظرية اختلال التوازن المنحل بالكهرباء ، والتي تؤدي إلى تعرق توازن الجسم للكهارل، مما يؤدي إلى الخلايا العصبية الحركية المثيرة والتفريغ التلقائي.يمكن أيضًا أن يعزى الشعور بالوجع إلى عدم تقلص العضلات ، مما قد يؤدي إلى إجهاد مفرط للعضلة.
يُعتقد أن انخفاض التقلص يرجع إلى ارتفاع مستويات تركيزات البروتون الناتجة عن تحلل السكر. الزائدة في البروتونات تحل محل أيونات الكالسيوم التي تستخدم داخل الألياف في تنشيط الساركومير، مما يؤدي إلى انخفاض قوة التقلص.

## اضطرابات الكهرل
عند ممارسة الرياضة، يصبح حمض اللاكتيك و (H +) لاكتات من خلال التحلل السكري. مع استهلاك المزيد من اللاكتيك أثناء العملية ، سيكون هناك تركيز (H +) أعلى، مما يؤدي لخفض مستوى الرقم الهيدروجيني في الدم. سيؤثر هذا المستوى المنخفض من الأس الهيدروجيني على عملية إنتاج الطاقة من خلال تثبيط الفسفوروكتوكيناز. الفوسفوروكتوكيناز هو إنزيم رئيسي في عملية تحلل السكر، والذي ينتج الطاقة. مع درجة الحموضة (6.4)، لن تكون هناك عملية تحلل السكر، وبالتالي لن يتم إنتاج أي طاقة. سيؤدي التركيز العالي
لـ (H +) أيضًا إلى فقدان القوة الانقباضية من خلال وضع الكالسيوم في ألياف العضلات في غير موضعها، وسيؤدي وضع الكالسيوم في الألياف العضلية في غير موضعه إلى تخريب تشكيل الجسر المتقاطع الأكتين والميوسين.